# Hemträsket (Burträsks socken, Västerbotten, 718064-168308)
Hemträsket är en sjö i Skellefteå kommun i Västerbotten och ingår i Rickleåns huvudavrinningsområde. Sjön har en area på 0,887 kvadratkilometer och ligger 266,1 meter över havet. Sjön avvattnas av vattendraget Svartån.

## Delavrinningsområde
Hemträsket ingår i det delavrinningsområde (718148-168223) som SMHI kallar för Utloppet av Hemträsket. Medelhöjden är 290 meter över havet och ytan är 3,43 kvadratkilometer. Räknas de 3 avrinningsområdena uppströms in blir den ackumulerade arean 28,9 kvadratkilometer. Svartån som avvattnar avrinningsområdet har biflödesordning 3, vilket innebär att vattnet flödar genom totalt 3 vattendrag innan det når havet efter 118 kilometer. Avrinningsområdet består mestadels av skog (66 procent). Avrinningsområdet har 0,88 kvadratkilometer vattenytor vilket ger det en sjöprocent på 25,8 procent.